# Driftplatsgräns
Driftplatsgräns är ett begrepp från Transportstyrelsens Järnvägsstyrelsens trafikföreskrifter för järnvägar "JTF", och utgör antingen gränsen mellan en driftplats och själva tåglinjen eller gränsen mellan driftplatser utan mellanliggande linje. En del stora driftplatser är indelade i olika områden, så kallade driftplatsdelar. Mellan dessa heter gränsen driftplatsdelsgräns.
På ett fåtal ställen förekommer det att två driftplatser gränsar direkt till varandra utan mellanliggande linje, exempelvis:
- Flens övre och Flens station
- Stockholm (Älvsjö station och Huddinge station m.fl.)
- Huddinge station och Flemingsbergs station